# Clinton (Louisiana)
Clinton és una població dels Estats Units a l'estat de Louisiana. Segons el cens del 2000 tenia 1.998 habitants.

## Demografia
Segons el cens del 2000, Clinton tenia 1.998 habitants, 670 habitatges, i 481 famílies. La densitat de població era de 281,5 habitants/km².
Dels 670 habitatges en un 34,3% hi vivien nens de menys de 18 anys, en un 41,2% hi vivien parelles casades, en un 26,1% dones solteres, i en un 28,1% no eren unitats familiars. En el 26,6% dels habitatges hi vivien persones soles l'11,9% de les quals corresponia a persones de 65 anys o més que vivien soles. El nombre mitjà de persones vivint en cada habitatge era de 2,71 i el nombre mitjà de persones que vivien en cada família era de 3,3.
Per edats la població es repartia de la següent manera: un 30% tenia menys de 18 anys, un 9% entre 18 i 24, un 27,5% entre 25 i 44, un 21,8% de 45 a 60 i un 11,7% 65 anys o més.
L'edat mediana era de 34 anys. Per cada 100 dones de 18 o més anys hi havia 91,1 homes.
La renda mediana per habitatge era de 27.016 $ i la renda mediana per família de 29.444 $. Els homes tenien una renda mediana de 32.500 $ mentre que les dones 20.268 $. La renda per capita de la població era de 13.353 $. Entorn del 25,3% de les famílies i el 33,6% de la població estaven per davall del llindar de pobresa.

## Poblacions més properes
El següent diagrama mostra les poblacions més properes.